# Raion d'Ungheni
Pour les articles homonymes, voir Ungheni.
Le raion d'Ungheni est un raion de la république de Moldavie, dont le chef-lieu est Ungheni. En 2014, sa population était de 101 064 habitants.
Une autre grande ville est Cornești.

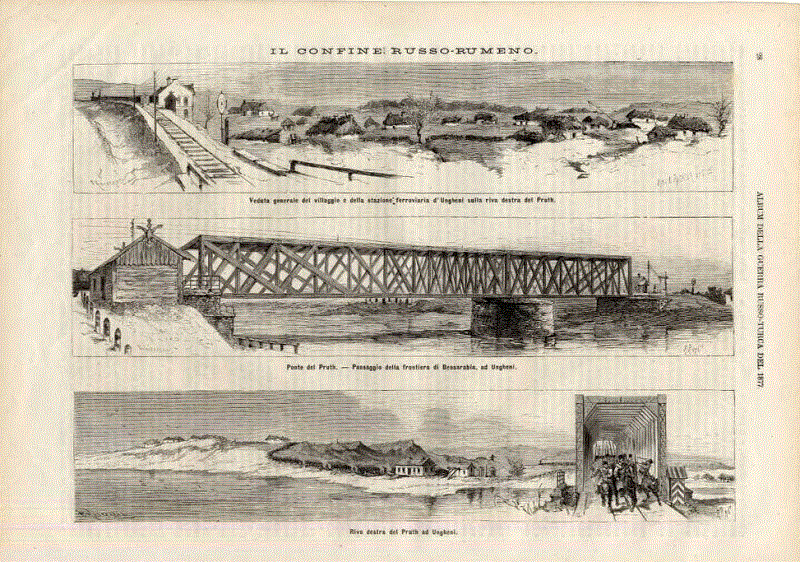
Pont Eiffel construit en 1876-1877

## Démographie
| Groupe ethnique      | %    |
| -------------------- | ---- |
| Moldaves et Roumains | 92,5 |
| Ukrainiens           | 5,4  |
| Russes               | 1,7  |
| Bulgares             | 0,1  |
| Autres               | 0,3  |

## Économie
Plus de 16 600 entreprises sont implantées dans le raïon.

## Religions
- 98,2 % de la population du raïon est chrétienne, dont une grande partie sont orthodoxes.
- 0,7 % de la population est athée ou sans religion.